# Episodi di Shin Chan (1997)
Questi sono gli episodi della serie anime Shin Chan mandati originariamente in onda nel 1997. Alcuni di questi episodi, quelli che nella lista presentano il titolo italiano, sono arrivati in Italia.
Ogni episodio è diviso in mini-episodi della durata di circa 10 minuti l'uno.

## Episodi
| Nº Ja       | Nº It | Titolo italiano Giapponese 「Kanji」 - Rōmaji | In onda           | In onda                                                       |
| Nº Ja       | Nº It | Titolo italiano Giapponese 「Kanji」 - Rōmaji | Giapponese        | Italiano                                                      |
| Speciale 16 | –     | Minaccia dal futuro 「ＳＦ殺人サイボーグだゾ」 - SF satsujin saiboogu da zoFesta di capodanno in famiglia 「全員集合のお正月だゾ」 - Zen'in shūgō no oshōgatsu da zoIl gioco della vita! 「すごろく勝負で盛り上がるゾ」 - Sugoroku shōbu de moriagaru zoVado a fare spese con i nonni 「福袋を買いに行くゾ」 - Fukubukuro wo kaini iku zoUn fidanzato per Ume 「まつざか３姉妹のお正月だ」 - Matsuzaka san shimai no oshōgatsu da zo | 3 gennaio 1997    | 18 giugno 2009                                                |
| Speciale 16 | –     | Kazama del futuro viaggia indietro nel tempo per informare i protagonisti dell'imminente arrivo di un pericoloso cyborg. Nel 2°, nel 3° e 4° mini-episodio le storie sono una la prosecuzione dell'altra e raccontano dell'arrivo dei nonni di Shin a Kasukabe per celebrare il capodanno. La signorina Matsuzaka deve andare a cena con le sorelle e deve portare il fidanzato, che però non ha. |                   |                                                               |
| 214         | –     | Himawari comincia a gattonare 「ひまわりのハイハイ特訓だゾ」 - Himawari no haihai tokkun da zoUna mamma da ritrovare 「迷子のめんどうを見るゾ」 - Maigo no mendō wo miru zoClub di spie 「よしなが先生の恋の危機だゾ」 - Yoshinaga-sensei no koi no kiki da zo | 10 gennaio 1997   | 2005-2007                                                     |
| 214         | –     | Misae insegna ad Himawari a gattonare. Shin ha il compito di ritrovare la madre di un bambino che si è perso. Shin ed i suoi amici indicono un club di spie, col quale scoprono che Jun'ichi Ishizaka, fidanzato di Midori, ha un'altra fidanzata. Alla fine, però, la ragazza si scoprirà essere solo la sorella di Jun'ichi. |                   |                                                               |
| 215         | –     | 「おねいさんの一日母ちゃんだゾ」 - Onee-san no ichinichi kaa-chan da zo「寒い日はにがてだゾ」 - Samui hi wa nigate da zo「ベビーカーで競争だゾ」 - Bebiikaa de kyōsō da zo | 17 gennaio 1997   | —                                                             |
| 216         | –     | Lotta fra star 「ビデオの主役はオラだゾ」 - Bideo no shuyaku wa ora da zoNessuno mi ama 「お兄ちゃんだって甘えたいゾ」 - Onii-chan datte amaetai zoIl capo sono io 「サラリーマンしんのすけ出張に行くゾ」 - Sarariiman Shinnosuke shutchō ni iku zo | 24 gennaio 1997   | 2005-2007                                                     |
| 217         | –     | 「お風呂の係は父ちゃんだゾ」 - O-furo no kakari wa tō-chan da zoUna stramba signora 「セクシーマリリン台風だゾ」 - Sekushii Maririn taifū da zoFuga dall'asilo 「幼稚園から脱出するゾ」 - Yōchien kara dasshutsu suru zo | 31 gennaio 1997   | — 2005-2007 2005-2007                                         |
| 218         | –     | Vacanze sulla neve 「スキー場でリゾートするゾ」 - Sukii jō de rizooto suru zoUme chi... 「謎の美女とスキー教室だゾ」 - Nazo no bijo to sukii kyōjitsu da zoUna serata in sala giochi 「スキーの後でも遊んじゃうゾ」 - Sukii no ato demo asonjau zo | 7 febbraio 1997   | 2005-2007                                                     |
| 219         | –     | San Valentino in anticipo 「野原一家のバレンタインだゾ」 - Nohara ikka no barentain da zoIl piccolo boss gioca a golf 「サラリーマンしんのすけゴルフで遊んじゃうゾ」 - Sarariiman Shinnosuke gorufu de asonjau zoUn cuore di cioccolata 「まつざか先生のバレンタイン勝負だゾ」 - Matsuzaka-sensei no barentain shōbu da zo | 14 febbraio 1997  | 2005-2007                                                     |
| 219         | –     | Misae e Hiroshi festeggiano anticipatamente San Valentino con dei biscotti, tentando, invano, da non farsi scoprire dai figli. Shinnosuke, in un suo sogno, immagina di essere il capo di un'azienda e di fare una partita a golf contro Kazama, vincendo. La signorina Matsuzaka deve dare un cuore di cioccolata, per San Valentino, al fidanzato appena conquistato e della normale cioccolata al direttore Enchiyou, ma si sbaglia ed inverte i regali. |                   |                                                               |
| 220         | –     | 「ひな人形を買いに行くゾ」 - Hina ningyō wo kai ni iku zo「マリリンがまた来たゾ」 - Maririn ga mata kita zo「雪の降る街は寒くてつらいゾ」 - Yuki no furu machi wa samukute tsurai zo | 21 febbraio 1997  | —                                                             |
| 221         | –     | 「父ちゃんの忘れ物をお届けするゾ」 - Tō-chan no wasuremono wo o-todoke suru zo「電車に乗ってお届けするゾ」 - Densha ni notte o-todoke suru zo「お届け途中で迷子になったゾ」 - O-todoke tochū de maigo ni natta zo | 7 marzo 1997      | —                                                             |
| 222         | –     | Dov'è la mia bambina? 「ひまわりが消えちゃったゾ」 - Himawari ga kiechatta zoUna micetta da ricoccolare 「ネコのお世話も大変だゾ」 - Neko no o-sewa mo taihen da zoGli occhiali del padrino 「勇気の出るサングラスだゾ」 - Yūki no deru sangurasu da zo | 14 marzo 1997     | 2005-2007                                                     |
| 222         | –     | Himawari gira per la casa, riuscendo nel suo intento di prendere un gioiello che le piace molto. La signorina Matsuzaka si preoccupa per il suo gattino bianco, Palla di pelo, che è stato quasi investito. Masao, usando gli occhiali del direttore Enchiyou, viene posseduto da uno "spirito mafioso" che lo fa diventare un bullo. |                   |                                                               |
| 223         | –     | 「ひまわりの洋服を買いまくるゾ」 - Himawari no yōfuku wo kai ma kuru zo「まつざか先生ネコの縁結びだゾ」 - Matsuzaka-sensei neko no enmusubi da zo「ひまわりの夜泣きは大迷惑だゾ」 - Himawari no yonaki wa taimeiwaku da zo | 21 marzo 1997     | —                                                             |
| 224         | –     | 「ひまわりにつかまれちゃったゾ」 - Himawari ni tsukamarechatta「生コンクリートにさわりたいゾ」 - Nama konkuriito ni sawaritai zo「ひまわりの将来がシンパイだゾ」 - Himawari no shōrai ga shinpai da zo | 4 aprile 1997     | —                                                             |
| 225         | –     | 「ひまわりとお風呂は大変だゾ」 - Himawari to o-furo wa taihen da zo「ひまわりはオラより人気者だゾ」 - Himawari wa ora yori ninkimono da zo「まつざか先生と年下の男の子だゾ」 - Matsuzaka-sensei to toshishita no otoko no ko da zo | 11 aprile 1997    | —                                                             |
| Speciale 17 | –     | Il principe felice e la rondinella Shin Chan 「幸せ王子とツバメのしんちゃんだゾ」 - Shiawase ōji to shibame no Shin-chan da zoAndiamo a fare un picnic 「お花見に出かけるゾ」 - O-hanami ni dekakeru zoChe fatica essere grandi! 「いたずらヒマリンだゾ」 - Itazura himarin da zoUn marito per Nene 「ネネちゃんのおムコ選びだゾ」 - Nene-chan no o-muko erabi da zo | 18 aprile 1997    | 20 luglio 2009 13 luglio 2009 20 luglio 2009 20 luglio 2009   |
| Speciale 17 | –     | Kazama viene rappresentato come una statua d'oro parlante, mentre Shinnosuke una rondine. La statua, rappresentante un principe felice, piange a vedere le persone povere, così la rondinella Shin-chan li aiuta dandogli l'oro di cui è fatto "il principe". I Nohara devono andare ad un pic-nic, ma Shin rovina i cibi preparati dalla madre per l'occasione, tanto che la famiglia deve restare a casa. Nene pensa quale, tra i suoi amici, potrebbe divenire il suo futuro marito. Lei sceglie Shinnosuke, con grande disappunto della madre Moeko. |                   |                                                               |
| 226         | –     | 「ひまわりは光り物が大好きだゾ」 - Himawari wa hikarimono ga daisuki da zo「ひまわりと地獄のセールスレディだゾ」 - Himawari to jigoku no seerusuredi da zo「ベビーシッター紅さそり隊だゾ」 - Bebiishittaa beni sasori tai da zo | 25 aprile 1997    | —                                                             |
| 227         | –     | 「今日は男の子の日だゾ」 - Kyō wa otoko no ko no hi da zo「お茶会におよばれしちゃったゾ」 - O-chakai ni o-yobareshichatta zo「こいのぼりの修理だゾ」 - Koinobori no shūri da zo | 2 maggio 1997     | —                                                             |
| 228         | –     | 「きょうもバスに乗りおくれたゾ」 - Kyō mo basu ni nori okureta zo「なかなかお出かけできないゾ」 - Nakanaka o-dekake dekinai zo「母ちゃんの苦労はたえないゾ」 - Kaa-chan no kurō wa taenai zo | 9 maggio 1997     | —                                                             |
| 229         | –     | Un papà sportivo 「父ちゃんのジョギングだゾ」 - Tō-chan no jogingu da zoLa fobia dei germi 「セイケツ好きの風間くんだゾ」 - Seiketsu zuki no Kazama-kun da zoIl mio vicino di casa 「有名マンガ家のタントーだゾ」 - Yūmei mangaka no tantō da zo | 16 maggio 1997    | 2005-2007                                                     |
| 229         | –     | Hiroshi cerca di perdere qualche chilo facendo jogging. Shin-chan e Masao fanno visita al mangaka Marty Flang (in originale Yoshii Usuto, parodia del creatore di Shin Chan, Yoshito Usui) che ha disegnato un'opera che piace molto ai due: Shogi samurai (in originale "Le avventure del giovane ninja Fubukimaru"). |                   |                                                               |
| 230         | –     | Acquisti da incubo 「ひまわりと一緒にお買物だゾ」 - Himawari to issho no o-kaimono da zoIl piccolo terremoto 「ひまわりの相手はつかれるゾ」 - Himawari no aite wa tsukareru zoUna cena fuori 「ファミリーレストランに行くゾ」 - Famirii restoran ni iku zo | 23 maggio 1997    | 2005-2007                                                     |
| 231         | –     | Un albergo per papà 「父ちゃんのフロク作りだゾ」 - Tō-chan no furoku zukuri da zoFiducia ben riposta 「風間君はオラを信じてるゾ」 - Kazama-kun wa ora wo shinjiteru zoShin si dà alle vendite 「実演販売はオラにおまかせだゾ」 - Jitsuen hanbai wa ora ni o-makase da zo | 30 maggio 1997    | 2005-2007                                                     |
| 232         | –     | 「ひまわりの一人遊びだゾ」 - Himawari no hitori asobi da zo「マサオくんの悩みはつきないゾ」 - Masao-kun no nayami wa tsukinai zo「母ちゃんがパソコンを始めたゾ」 - Kaa-chan ga pasokon wo hajimeta zo | 6 giugno 1997     | —                                                             |
| 233         | –     | Il massaggiatore 「電気マッサージ機で遊ぶゾ」 - Denki massaaji ki de asobu zoSperanza di matrimonio 「よしなが先生の恋の破局？だゾ」 - Yoshinaga-sensei no koi no hakyoku? da zoCi sposiamo! 「落ちこんだよしなが先生だゾ」 - Ochikonda Yoshinaga-sensei da zo | 13 giugno 1997    | 2005-2007                                                     |
| 234         | –     | 「赤ズキンと紫ズキンだゾ」 - Akazukin to murasaki-zukin da zo「草野球のトックンだゾ」 - Kusayakyū no tokkun da zo「プリティーギャルと草野球だゾ」 - Puritii gyaru to kusayakyū da zo | 20 giugno 1997    | —                                                             |
| 235         | –     | 「シロもひまわりを見守ってるゾ」 - Shiro mo Himawari wo mimamotteru zo「雨の日でもお外で遊ぶゾ」 - Ame no hi demo o-soto de asobu zo「まつざか先生とひょーきんおじいさんだゾ」 - Matsuzaka-sensei to hyōkin ojii-san da zo | 27 giugno 1997    | —                                                             |
| 236         | –     | 「ひまわりとお留守番で疲れたゾ」 - Himawari to o-rusuban de tsukareta zo「よしなが先生新婚生活の練習だゾ」 - Yoshinaga-sensei shinkon seikatsu no renshū da zo「ストーカーは許さないゾ」 - Sutookaa wa yurusanai zo | 4 luglio 1997     | —                                                             |
| 237         | –     | 「人が変わったじいちゃん達だゾ」 - Hito ga kawatta jii-chan-tachi da zo「組長先生のハチの巣とりだゾ」 - Kumichō-sensei no hachi no sutori da zo「ひまわりの風船遊びだゾ」 - Himawari no fūsen asobi da zo | 11 luglio 1997    | —                                                             |
| 238         | –     | 「ひまわりがどこにもいないゾ」 - Himawari ga doko ni mo inai zo「ビニールプールを出すゾ」 - Biniiru puuru wo dasu zo「カニを食べると無口になるゾ」 - Kani wo taberu to mukuchi ni naru zo | 18 luglio 1997    | —                                                             |
| 239         | –     | 「母ちゃんがフリンした？ゾ」 - Kaa-chan ga furin shita? zo「幼稚園で水まきだゾ」 - Yōchien de mizu maki da zo「夜中の蚊にはなやまされるゾ」 - Yonaka no ka ni wa nayamasareru zo | 25 luglio 1997    | —                                                             |
| 240         | –     | 「オオクワガタを採りに行くゾ」 - Ookuwa gata wo tori ni iku zo「紅さそり隊のヨーヨー釣りだゾ」 - Beni sasori tai no yōyō tsuri da zo「ひまわりの行水だゾ」 - Himawari no gyōzui da zo | 1º agosto 1997    | —                                                             |
| 241         | –     | 「クレヨンホラー劇場・呪いのフランス人形だゾ」 - Kureyon horaa gekijō - noroi no Furansu ningyo da zo「クレヨンホラー劇場・恐怖の幼稚園だゾ」 - Kureyon horaa gekijō – Kyōfu no yōchien da zo「クレヨンホラー劇場・ユーレイにさそわれちゃったゾ」 - Kureyon horaa gekijō – yūrei ni sasowarechatta zo | 8 agosto 1997     | —                                                             |
| 242         | –     | 「切符を買うのも行列だゾ」 - Koppu wo kau no mo gyōretsu「満員こまちで秋田へ行くゾ」 - Man'in komachi de Akita e iku zo「じいちゃんの家で遊ぶゾ」 - Jii-chan no ie de asobu zo | 15 agosto 1997    | —                                                             |
| 243         | –     | La mappa del tesoro 「オラの作った宝の地図だゾ」 - Ora no tsukutta takara no chizuL'appuntamento mancato 「かすかべ防衛隊の恩返しだゾ」 - Kasukabe bōeitai no ongaeshi da zoIl condizionatore d'aria 「オラの家にクーラーが付いたゾ」 - Ora no ie ni kuuraa ga tsuita zo | 22 agosto 1997    | 2005-2007                                                     |
| 244         | –     | 「にわとりを拾って大さわぎだゾ」 - Niwatori wo hirotte oosawagi da zo「園長先生を看病するゾ」 - Enchō-sensei wo kanbyō suru zo「父ちゃんと庭の草むしりだゾ」 - Tō-chan to niwa no kusamushiri da zo | 29 agosto 1997    | —                                                             |
| 245         | –     | 「埼玉でウエスタンだゾ」 - Saitama de uesutan da zo「母ちゃんの体脂肪率だゾ」 - Kaa-chan no taishibōritsu da zo「帰ってきた子供ガンマンだゾ」 - Kaette kita kodomo ganman da zo | 5 settembre 1997  | —                                                             |
| 246         | –     | 「シップ薬はキョーレツだゾ」 - Shippu yaku wa kyōretsu da zo「一人になりたい母ちゃんだゾ」 - Hitori ni naritai kaa-chan da zo「おトーフはこわさないゾ」 - O-tōfu wa kowasanai zo | 12 settembre 1997 | —                                                             |
| 247         | –     | 「ミッチーとヨシリンだゾ」 - Mitchii to Yoshirin da zo「有名マンガ家の原稿を拾ったゾ」 - Yūmei mangaka no genkō wo hirotta zo「デパートでひまわりの面倒を見るゾ」 - Depaato de Himawari no mendō wo miru zo | 19 settembre 1997 | —                                                             |
| 248         | –     | Che fatica andare al lavoro! 「台風の中でも出勤だゾ」 - Taifū no naka demo shukkin da zoUno strano estraneo 「アンケートにご協力するゾ」 - Ankeeto ni go-kyōryoku suru zoArrivano i piccioncini 「ミッチーとヨシリンが来たゾ」 - Mitchii to Yoshirin ga kita zo | 26 settembre 1997 | 2005-2007                                                     |
| Speciale 18 | –     | Le guerre stellari di Shin Chan (parte prima) 「クレヨンウォーズ」 - Kureyon Woozu「テレビドラマのロケ隊が来たゾ」 - Terebi-dorama no roke-tai ga kitazoHimawari è una principessa! 「パフィーも出るの？ ひまわりのかぐや姫だゾ」 - Pafii mo deru zo! Himawari no Kaguya-hime da zoMammola ha un capello bianco! 「母ちゃんにシラガ発見だゾ」 - Kaa-chan ni shiraga hakken da zoLe guerre stellari di Shin Chan (parte seconda) 「クレヨンウォーズ２」 - Kureyon Woozu 2I nuovi vicini 「ミッチーヨシリンの引越しだゾ」 - Micchii Yoshirin no hikkoshi da zoLa staffetta dell'amicizia 「友情のリレーだゾ」 - Yūjō no riree da zoLe guerre stellari di Shin Chan (parte terza) 「クレヨンウォーズ３」 - Kureyon Woozu 3 | 10 ottobre 1997   | 22 giugno 2009 — 22 giugno 2009 13 luglio 2009 22 giugno 2009 |
| Speciale 18 | –     | Parodia di Guerre stellari. Parodia di Pollicino, dove Himawari diventa Pollicina. Misae si accorge di avere un capello bianco e cerca di nasconderlo. Parodia di Guerre stellari. Micchi e Yoshirin vanno a vivere vicino ai Nohara. Parodia di Guerre stellari. |                   |                                                               |
| 249         | –     | Accidenti al resto 「遠足のおやつを買うゾ」 - Ensoku no o-yatsu wo kau zoÈ sparito Shin Chan 「きょうは楽しい遠足だゾ」 - Kyō wa tanoshii ensoku da zoAlla ricerca di Shin Chan 「遠足でまたまた迷子になったゾ」 - Ensoku de matamata maigo ni natta zo | 17 ottobre 1997   | 2005-2007                                                     |
| 250         | –     | Tempesta in Paradiso 「ミッチーヨシリンのケンカだゾ」 - Mitchii Yoshirin no kenka da zoFinalmente solo 「ひとりでのんびりお留守番だゾ」 - Hitori de nonbori o-rusuban da zoCorridoio dolce corridoio 「玄関ぐらしも快適だゾ」 - Genkan gurashi mo kaiteki da zo | 24 ottobre 1997   | 2005-2007                                                     |
| 251         | –     | Himawari su di giri 「酔っぱらった？ひまわりだゾ」 - Yopparatta? Himawari da zoUn cane con tre occhi 「キョーフの三つ目犬だゾ」 - Kyōfu no mittsu me inu da zoChi ha bisogno di dormire? 「ネムケと戦う父ちゃんだゾ」 - Nemuke tatakau tō-chan da zo | 31 ottobre 1997   | 2005-2007                                                     |
| 252         | –     | 「おねいさんにプレゼントだゾ」 - Onee-san ni purezento da zo「よしなが先生とモデルルームだゾ」 - Yoshinaga-sensei to moderu ruumu da zo「かいちゅう電灯で遊ぶゾ」 - Kaichau tendō de asobu zo'' | 7 novembre 1997   | —                                                             |
| 253         | –     | 「オラだってカレーを作れるゾ」 - Ora datte karee wo tsukureru zo「正義のヒロインネネちゃんだゾ」 - Seigi no hiroin Nene-chan da zo「車のドアをロックしちゃったゾ」 - Kuruma no doa wo rokku shichatta zo | 14 novembre 1997  | —                                                             |
| 254         | –     | 「ひまわりがモデルになるゾ」 - Himawari ga moderu ni naru zo「まいぞう金を掘り当てるゾ」 - Maizōkin wo horiateru zo「母ちゃんのかくされた過去だゾ」 - Kaa-chan no kakusareta kako da zo | 21 novembre 1997  | —                                                             |
| 255         | –     | Il premio pesce palla 「ボーナスで少しゼイタクするゾ」 - Boonasu de sukoshi zeitaku suru zoRiusciranno i nostri eroi... 「初めてフグを食べちゃうゾ」 - Hajimete fugu wo tabechau zoIl ragazzo del kung-fu 「さすらいのドラゴンと対決だゾ」 - Sasurai no doragon to taiketsu da zo | 28 novembre 1997  | 2005-2007                                                     |
| 256         | –     | 「母ちゃんのゴミ当番だゾ」 - Kaa-chan no komi tōban da zo「ちゃんばらごっこをするゾ」 - Chanbara gokko wo suru zo「三人でお風呂は騒々しいゾ」 - Sannin de o-furo wa sōzōshii zo | 5 dicembre 1997   | —                                                             |
| 257         | –     | 「おねいさんとデートだゾ」 - Oneesan to deeto da zo「おねいさんをエスコートするゾ」 - Oneesan wo esukooto suru zo「紙飛行機を飛ばすゾ」 - Kami hikōki wo tobasu zo | 12 dicembre 1997  | —                                                             |
| 258         | –     | 「宅配便のお金がないゾ」 - Takuhaibin no o-kane ga nai zo「オラはソージ機の達人だゾ」 - Ora wa sōjiki no tatsujin da zo「まつざか先生のデートは近いゾ」 - Matsuzaka-sensei no deeto wa chikai zo | 19 dicembre 1997  | —                                                             |
| Speciale 19 | –     | Abbiamo vinto un viaggio alle Hawaii! (parte prima) 「第一章 大当たり」 - Dai isshō - OoatariAbbiamo vinto un viaggio alle Hawaii! (parte seconda) 「第二章 出発」 - Dai ni shō - ShuppatsuAbbiamo vinto un viaggio alle Hawaii! (parte terza) 「第三章 巡り合い」 - Dai san shō - MeguriaiAbbiamo vinto un viaggio alle Hawaii! (parte quarta) 「第四章 フラダンス」 - Dai yon shō - FuradansuAbbiamo vinto un viaggio alle Hawaii! (parte quinta) 「第五章 恋心」 - Dai go shō - KoigokoroAbbiamo vinto un viaggio alle Hawaii! (parte sesta) 「第六章 さ・よ・な・ら」 - Dai roku shō - Sa-yo-na-ra | 26 dicembre 1997  | 24 giugno 2009 25 giugno 2009                                 |
| Speciale 19 | –     | I mini-episodi sono uno la prosecuzione dell'altro e raccontano la vacanza alle Hawaii dei Nohara e dei loro vicini, Michi e Yoshirin. |                   |                                                               |